# 南澳渔民革命纪念碑
南澳渔民革命纪念碑，位于中国广东省汕头市南澳县后宅镇，现为南澳县文物保护单位，类型为近现代重要史迹及代表性建筑，公布时间为1999年9月24日。
南澳渔民革命纪念碑的历史年代为现代。